# Момировићи
Момировићи воде порекло од кнеза моравске кнежине пожаревачке нахије Момира Протића из Лучице и његовог сина војводе моравске кнежине пожаревачке нахије (1811) Ива Момировића. 

### Порекло
Протићи, односно Момировићи из Лучице били су обор-кнезови и војводе моравске кнежине пожаревачке нахије до смрти кнеза Момира 1809, односно 1811. када је, годину дана после постављења смењен војвода Иво Момировић, а за војводу моравске кнежине пожаревачке нахије и пожаревачке нахије постављен Цинцар-Јанко Поповић. Момировићи, Момировци (Миладиновци) из Лучице, куће у средини села.

### Кнез Момир Протић (-1809)
Кнез Момир Протић учествовао је у заузимању Пожаревца 1805. године.
Кнез Момир Протић умро је 1809. Имао је сина и две кћерке Иву Момировића, Наумку и још једну кћерку.
- Војвода моравске кнежине пожаревачке нахије Иво Момировић
- Једна кћерка кнеза Момира Протића била је удата за Будимира Матејића, сина војводе млавске кнежине пожаревачке нахије Пауља Матејића.
- Наумка, кћерка кнеза Момира Протића, удала се за Ристу Данића, трговца, председника београдске општине. Имали су кћерку Софију Гарашанин рођ. Данић, удату за Илију Гарашанина и Јелену Данић удату за Младена Жујовића.

### Војвода Иво Момировић
Војвода моравске кнежине пожаревачке нахије Иво Момировић борио се од почетка устанка. За војводу моравске кнежине пожаревачке нахије постављен је 1811, али је убрзо разрешен из нејасних разлога, а за војводу моравске кнежине пожаревачке нахије и пожаревачке нахије постављен Цинцар-Јанко Поповић.

### Потомство Наумке Данић, рођ. Момировић
Наумка, кћерка кнеза Момира Протића, удала се за Ристу Данића, трговца, председника београдске општине. Имали су два сина и две кћерке Димитрија Данића, Данила Данића, Софију Гарашанин рођ. Данић, удату за Илију Гарашанина и Јелену Жујовић, рођ. Данић удату за Младена Жујовића.

#### Данићи
Данило Данић, државни саветник, син Ристе Илче Данића и Наумке Данић, рођ. Момировић, са Катарином Симић, кћерком Матије Симића, државног саветника имао је синове Ристу, Јована и Димитрија.
- Риста Данић, дипломата, је са Јеленом Цукић имао сина Данила Данића. Нема потомства.
- Др Јован Данић, неуролог и психијатар, је са Јеленом Антула имао Димитрија, Данила, Радована и Милована. Данило Данић је са Даницом Грујић имао кћерку Јелену. Димитрије Данић је био ожењен Маријом Динић, али нису имали деце. Проф. др Радован Рада Данић био је ожењен Десанком Пантић. Нема потомства.
- Др Димитрије Данић.

#### Гарашани
Софија Данић (1820-1894), кћерка Ристе Данића и Наумке Протић, рођ. Момировић, кћерке обор-кнеза пожаревачке кнежине Момира Протића из Лучице и сестре војводе пожаревачке кнежине Иве Момировића била је удата за пуковника Илију Гарашанина, сина Хаџи Милутина Савића и Пауне Лома, сестре војводе Арсенија Ломе, председника 10. и 18. министарског савета (владе) Србије, министра унутрашњих послова.
Синови Илије и Софије Гарашанин, унуци Наумке и праунуци кнеза Момира Протића су пуковник Милутин Гарашанин председник 34. министарског савета (владе) Србије и Светозар Гарашанин, такокђе официра, кнежевог ађутанта, који је рањен приликом атентата на кнеза Михаила.
- Пуковник Милутин Гарашанин, син Илије Гарашанина и праунук кнеза Момира Протића, је са супругом Вукосавом имао синове Војислава и Владимира и кћерку Оливеру. Поручник Војислав М. Гарашанин, у Првом светском рату рањен у обе руке наставио је да командује својом четом на Иверку, где је погинуо 6. августа 1914. Др Владимир Гарашанин, правник, резервни официр, учесник Кумановске битке и Првог светског рата имао је сина академика Милутина Гарашанина, познатог археолога, чије кћерке Јулија и близнакиње Софија и Оливера задржале су презиме Гарашанин. И њихова деца су, уз очева презимена, додала Гарашанин да би се сачувало презиме.

#### Жујовићи
Млађа сестра Софије Гарашанин, рођ. Данић, Јелена (1825-1875) била је удата за пуковника Младена М. Жујовића (1811-1894), министра војног и државног саветника. Имали су осморо деце, пет синова - Миленка, Михаила, Јована, Ђорђа и Јеврема и три кћерке Катарину, Јелисавету и Љубицу. Трећи син пуковника Младена Жујовића је мајор Ђорђе Жујовић (1846-1937), који је са Персидом Костић имао сина пуковника Михаила Жујовића (1880-1965) и кћерку Јелену удату за генерала Туфегџића. Четврти син пуковника Младена Жујовића, санитетски потпуковник Јеврем Жујовић чији син је четнички потпуковник Младена Жујовића (1895—1969), др права.

### Породичне куће и имања
Кућу кнеза Момира и војводе Иве Момировића у Лучици која је била утврђена и окружена палисадом целу су турске власти 1814. превезли у Пожаревац.

### Сродство
Од Момировића по кћерка кнеза Момира Протића воде порекло породице Данић, Гарашанин, Жујовић, преко којих су Момировићи у сродству са Симићима, Цинцар-Марковићима, Цукићима, Антулама и др.